# Густаво Пуерта
Густа́во Адо́льфо Пуе́рта Мола́но (ісп. Gustavo Adolfo Puerta Molano; нар. 23 липня 2003, Ла-Вікторія) — колумбійський футболіст, півзахисник англійського клубу «Галл Сіті».

## Клубна кар'єра
Почав займатися футболом в аматорських клубах «Талантос Густаво Вікторія» і «Суперчампіонес». 2021 року приєднався до клубу «Богота», за який виступав в сезонах 2021 і 2022 років в другому дивізіоні чемпіонату Колумбії, провів 35 матчів і забив 3 голи.

### «Баєр 04»
31 січня 2023 року перейшов в німецький клуб «Баєр 04» і одразу на правах оренди відправився в «Нюрнберг» з Другої Бундесліги. У підсумку в сезоні 2022–23 не зіграв жодного матчу за «Нюрнберг» і в червні 2023 року повернувся з оренди. 
Наступний сезон 2023–24 розпочав у складі «Баєра 04». 26 серпня 2023 року дебютував за «Баєр 04» в матчі Бундесліги проти «Боруссії» (Менхенгладбах), вийшовши на заміну Віктору Боніфейсу. 26 жовтня дебютував в єврокубках, вийшовши на заміну Алехандро Грімальдо в матчі групового етапу Ліги Європи УЄФА проти «Карабаха». Всього у своєму дебютному сезоні за «Баєр 04» провів 10 матчів, допомігши команді вперше в історії виграти Бундеслігу, а також здобути Кубок Німеччини, таким чином зробивши «золотий дубль». Окрім цього разом з «Баєром 04» дійшов до фіналу Ліги Європи, де його команда у підсумку поступилась італійській «Аталанті».

#### Оренда в «Галл Сіті»
27 серпня 2024 року відправлений в сезонну оренду в англійський клуб Чемпіоншипу «Галл Сіті». 20 жовтня дебютував за клуб в матчі Чемпіоншипу проти «Сандерленда», вийшовши в стартовому складі. 12 січня 2025 року в поєдинку Кубка Англії проти «Донкастера» забив свій перший гол за «Галл Сіті».

### «Галл Сіті»
19 квітня 2025 року «Галл Сіті» викупив контракт футболіста, який стане повноцінним гравцем клубу в липні 2025 року.

## Кар'єра в збірній
Виступав за збірні Колумбії до 19 і до 20 років. У 2023 році виступав за збірну Колумбії (до 20 років) на молодіжному чемпіонаті світу 2023 в Аргентині. На турнірі зіграв 5 матчів (всі як капітан) і забив 1 гол у ворота збірної Ізраїлю (до 20 років), що став переможним.
17 березня 2024 року вперше викликаний до збірної Колумбії головним тренером Нестором Лоренсо для участі в товариських матчах проти збірних Іспанії та Румунії.

## Статистика виступів
Станом на 3 травня 2025
| Клуб              | Сезон             | Чемпіонат         | Чемпіонат | Чемпіонат | Кубок | Кубок | Континентальні | Континентальні | Всього | Всього |
| Клуб              | Сезон             | Дивізіон          | Матчі     | Голи      | Матчі | Голи  | Матчі          | Голи           | Матчі  | Голи   |
| ----------------- | ----------------- | ----------------- | --------- | --------- | ----- | ----- | -------------- | -------------- | ------ | ------ |
| Богота            | 2021              | Прімера Б         | 11        | 0         | 0     | 0     | 0              | 0              | 11     | 0      |
| Богота            | 2022              | Прімера Б         | 23        | 3         | 1     | 0     | 0              | 0              | 24     | 3      |
| Богота            | Всього            | Всього            | 34        | 3         | 1     | 0     | 0              | 0              | 35     | 3      |
| Баєр 04           | 2022–23           | Бундесліга        | 0         | 0         | 0     | 0     | 0              | 0              | 0      | 0      |
| Баєр 04           | 2023–24           | Бундесліга        | 7         | 0         | 0     | 0     | 3              | 0              | 10     | 0      |
| Баєр 04           | Всього            | Всього            | 7         | 0         | 0     | 0     | 3              | 0              | 10     | 0      |
| → Нюрнберг        | 2022–23           | Друга Бундесліга  | 0         | 0         | 0     | 0     | —              | —              | 0      | 0      |
| → Галл Сіті       | 2024–25           | Чемпіоншип        | 30        | 0         | 1     | 1     | —              | —              | 31     | 1      |
| Галл Сіті         | 2025–26           | Чемпіоншип        | 0         | 0         | 0     | 0     | —              | —              | 0      | 0      |
| Всього за кар'єру | Всього за кар'єру | Всього за кар'єру | 71        | 3         | 2     | 1     | 3              | 0              | 76     | 4      |

1. ↑  Матчі в Кубку Колумбії
2. ↑  Матчі в Лізі Європи УЄФА

## Досягнення
«Баєр 04»
- Чемпіон Німеччини: 2023–24[28]
- Володар Кубка Німеччини: 2023–24[29]